# Cecile Arnold
Cecile Arnold (nacida Cecile Laval Arnoux ; 9 de julio de 1893 - 18 de junio de 1931) fue una actriz estadounidense de cine mudo y chica Ziegfeld.

## Primeros años
Cecile Laval Arnoux nació en Louisville, Kentucky, el 9 de julio de 1893, aunque algunas fuentes indican 1891, 1897, y 1898.
Tenía un hermano, Campbell Arnoux (1895–1966).
Su padre, Anthony Arnoux (1865–1932), nació en la ciudad de Nueva York y era periodista. Sus padres se divorciaron y la madre de Arnold, Susan Campbell (1872–1930), se volvió a casar con Albert D. Evans en San Luis, Misuri en 1902. Después de tener tres hijos más allí, la familia se mudó a Texas.

## Carrera
Arnold, quien era conocida por interpretar vamps, actuaba en las Ziegfeld Follies antes de mudarse a los Keystone Studios de Mack Sennett en 1913. Apareció en al menos cincuenta cortometrajes con figuras notables como Charles Chaplin, Roscoe "Fatty "Arbuckle, Mack Swain y el medio hermano de Chaplin, Syd, hasta 1917. Quizás su papel más memorable es el de la vamp en el piso de Charlot, pintor.
Arnold tenía múltiples alias, uno de ellos era Cecele Arno, que usó cuando estaba en el coro del espectáculo de 1916 de Al Jolson Robinson Crusoe, Jr.

## Vida personal
Arnold se casó con su primer esposo, Chauncy F. Reynolds, en 1917. Se divorciaron en 1919 y, durante un viaje a China con su hermano periodista, conocieron a David Toeg, un corredor de bolsa de una familia siria adinerada.
Toeg y Arnold se casaron y residieron juntos en Hong Kong. Según el libro de Brent Walker, Fun Factory de Mack Sennett, ella dejó Hong Kong para ir a San Francisco en 1922 para que su hijo pudiera nacer en Estados Unidos. Partió de Hong Kong el 14 de junio de 1924 y su hijo, Robert Raphael Toeg, quien supuestamente fue el resultado de un romance con Nicolai Nicolaivich Merkuloff (1905-1972), un comerciante ruso, nació el 15 de marzo de 1925 en San Francisco. Curiosamente, algunas fuentes enumeran a la madre de Arnold como la madre de Robert.
Toeg y Arnold se divorciaron en algún momento antes del 18 de junio de 1931 según el certificado de defunción de Arnold.

### Muerte

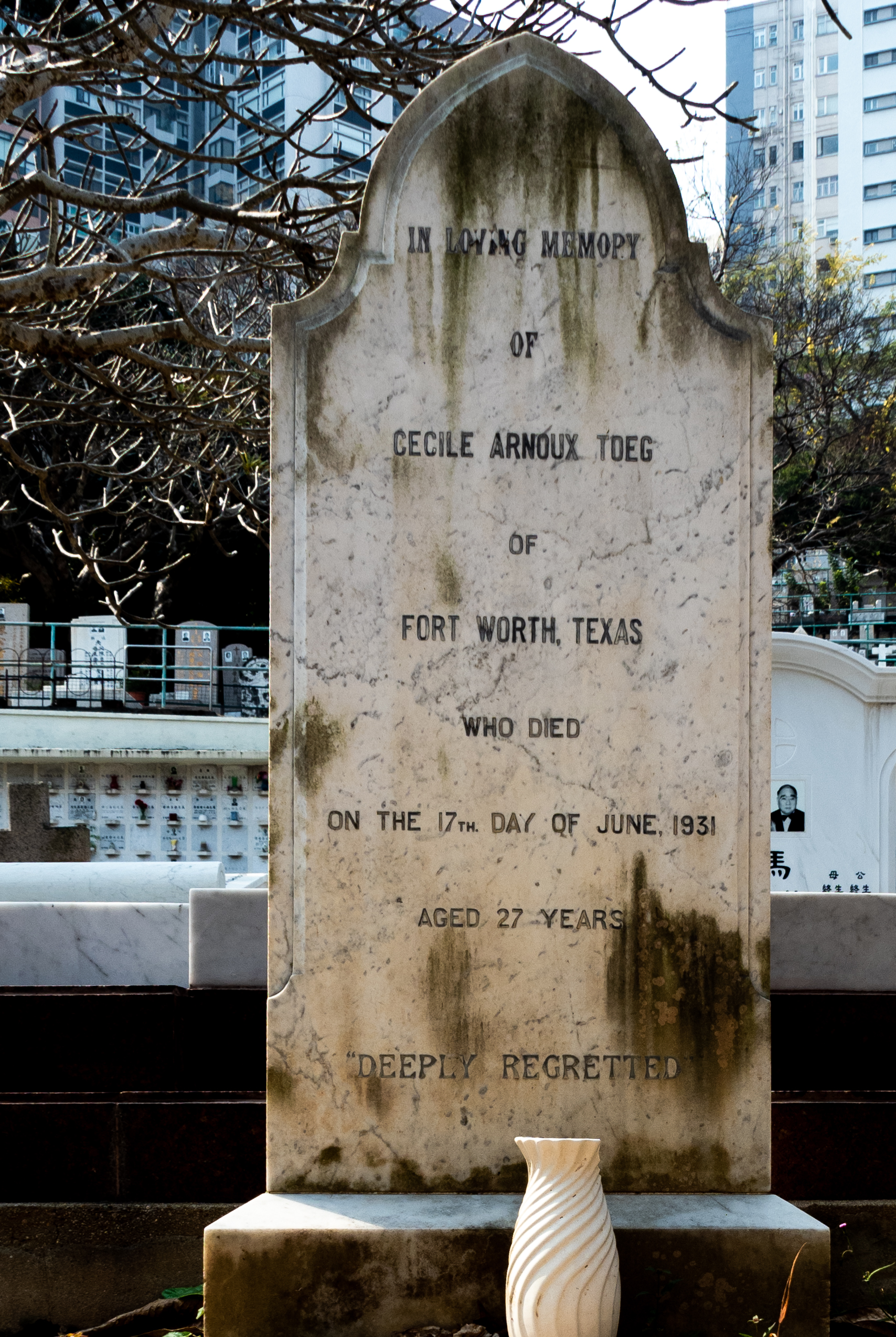
Lápida en Hong Kong.

Cecile murió el 18 de junio de 1931 de miocarditis infecciosa aguda. Está enterrada en el cementerio católico de Happy Valley en Hong Kong.

## Filmografía
- The Property Man (1914)
- The Face on the Bar Room Floor (1914)
- His New Profession (1914)
- The Rounders (1914)
- He Loved the Ladies (1914)
- Stout Hearts But Weak Knees (1914)
- The Masquerader (1914)
- Those Love Pangs (1914)
- Dough and Dynamite (1914)
- Gentlemen of Nerve (1914)
- Cursed by His Beauty (1914)
- His Musical Career (1914)
- His Talented Wife (1914)
- Fatty's Wine Party (1914)
- His Taking Ways (1914)
- Leading Lizzie Astray (1914)
- His Prehistoric Past (1914)